# کواجوو
کواجوو (به لهستانی:  Kładziewo) یک روستا در لهستان است که در گمینا یانوو (استان پودلاسکی) واقع شده‌است.